# Полянский район
Полянский район — административно-территориальная единица в составе Воронежской области (1935—1954, 1957—1959) и Балашовской области (1954—1957) РСФСР, существовавшая в 1935—1959 годах.
Административный центр — село Листопадовка.
Район был образован 18 января 1935 года из сельсоветов Верхнкарачанского района. 6 января 1954 года район был передан в состав Балашовой области. 19 ноября 1957 года в связи с упразднением Балашовской области возвращён в состав Воронежской области.
12 октября 1959 года Полянский район был упразднён, его территория вошла в состав Верхнекарачанского района. Ныне основная часть бывшего района находится в пределах Грибановского района.